# Bahnhof Waldshut
Der Bahnhof Waldshut ist der wichtigste Bahnhof der südbadischen Stadt Waldshut-Tiengen. Er liegt an der von Basel Badischer Bahnhof über Waldshut und Schaffhausen nach Konstanz führenden Hochrheinbahn und ist Ausgangspunkt der in die Schweiz führenden Strecke Waldshut–Koblenz–Turgi, welche die erste Eisenbahnverbindung zwischen Deutschland und der Schweiz war.

## Lage
Der Bahnhof Waldshut befindet sich an der B34 in der Eisenbahnstraße 11, 79761 Waldshut.
Am Bahnhof ist ein Gewerbegebiet mit Einzelhandelsgeschäften, einem Schnellrestaurant und einem Ärztehaus entstanden.

## Geschichte

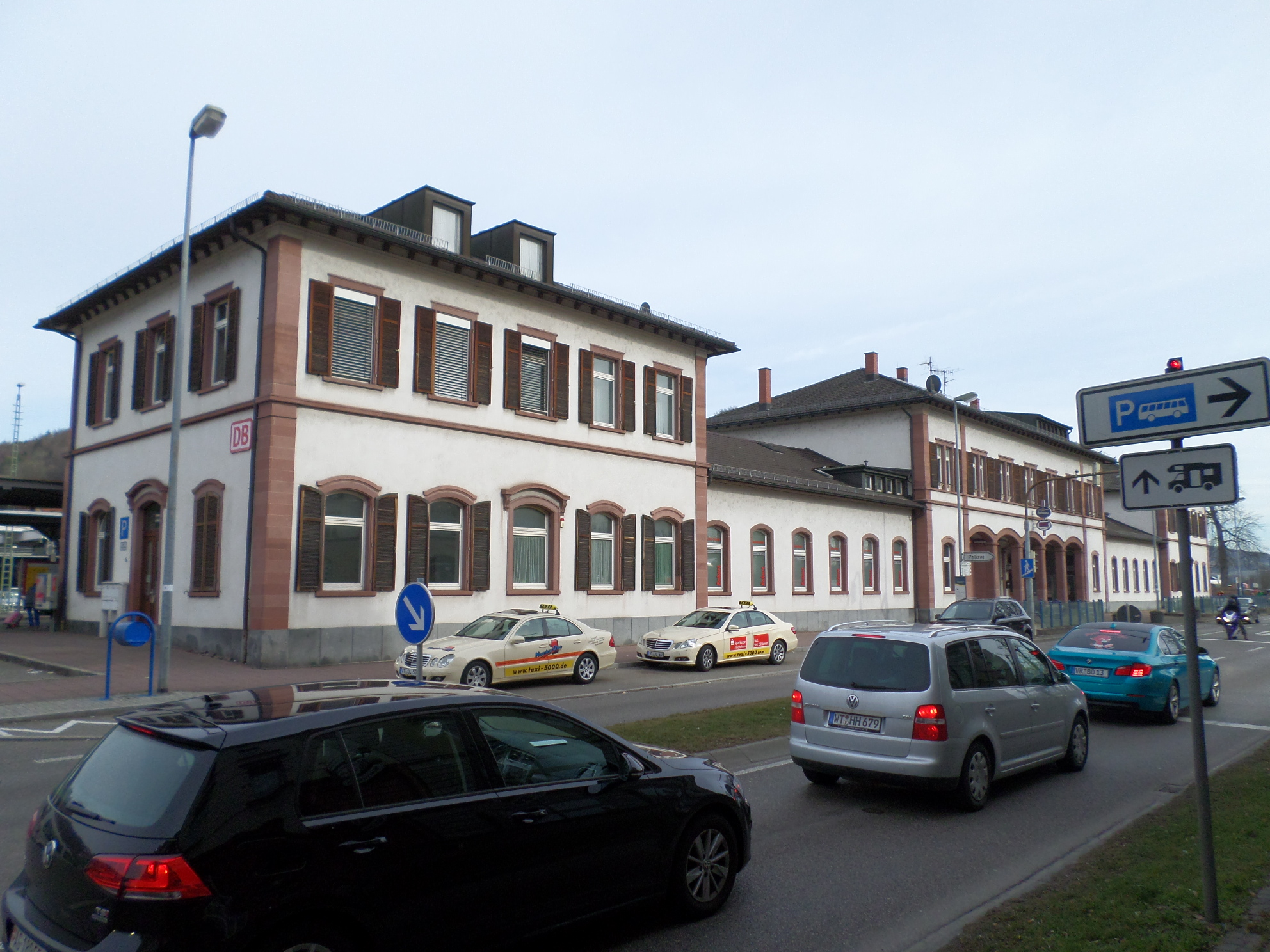
Das Bahnhofsgebäude

Nachdem am 4. Februar 1856 der erste Streckenabschnitt von Basel Bad Bf nach Bad Säckingen eröffnet worden war, wurde am 30. Oktober 1856 die Strecke bis nach Waldshut in Betrieb genommen. Die Planung des Bahnhofs war durch Oberbaurat Franz Keller aus Karlsruhe erfolgt. Am 14. November 1856 besuchte der Großherzog Waldshut und äußerte seine Zufriedenheit mit der neu erstellten Anlage. Dann jedoch stockte der Weiterbau in Richtung Schaffhausen. Erst am 15. Juni 1863 konnte die gesamte Bahnstrecke von Basel bis Konstanz befahren werden.
Am 18. August 1859 wurde mit der Bahnstrecke Turgi–Koblenz–Waldshut eine Verbindung zum schweizerischen Eisenbahnnetz über den Rhein nach Koblenz im Kanton Aargau eröffnet. Um den Rhein überqueren zu können, wurde von Robert Gerwig die Eisenbahnbrücke Waldshut–Koblenz gebaut. Die gesamte Bahnstrecke einschließlich der Brücke wurde von der Schweizerischen Nordostbahn (NOB) gebaut. Die Strecke Waldshut–Koblenz wurde 1999 elektrifiziert und wird seitdem als autonome Stichstrecke aus der Schweiz aus gesteuert. Endpunkt ist das Gleis 5 als einziges elektrifiziertes Gleis des Bahnhofes.

## Anlage

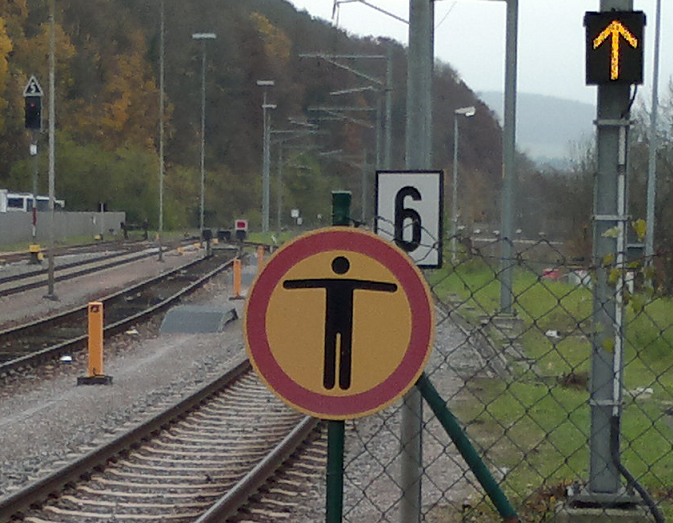
Fahrtstellungsmelder im Bahnhof Waldshut

Am Bahnhof Waldshut befindet sich auch ein Park-and-ride-Platz.

## Gleisanlagen
Der Bahnhof Waldshut besitzt noch heute sechs Gleise. Der Personenverkehr wird an vier Bahnsteiggleisen abgewickelt.
Die Nummerierung beginnt auf der Nordostseite am Empfangsgebäude.
- Gleis 1 ist ein Durchgangsgleis und liegt als Hausbahnsteig direkt vor dem Empfangsgebäude. Hier verkehren alle Züge von und nach Lauchringen (RB) bzw. Schaffhausen/Singen/Ulm (IRE).
- Gleis 2 liegt mit Gleis 3 an einem überdachten Inselbahnsteig. Hier beginnen die Regionalbahnen in Richtung Basel Bad Bf, welche nur in der Hauptverkehrszeit verkehren. Auch die Sonderzüge von und nach Weizen nutzen Gleis 2.
- Gleis 3 ist ein Durchgangsgleis und liegt am Bahnsteig neben Gleis 2. Heute halten hier die Züge in Richtung Basel Bad Bf.
- Gleis 4 war ein Stumpfgleis nördlich des Empfangsgebäudes am selben Bahnsteig wie Gleis 1. Dieses Gleis ist heute größtenteils überwachsen und teils auch abgebaut. Die Schwellen und der Prellbock sind noch zu sehen.
- Gleis 5 ist ein weiteres Stumpfgleis mit eigenem Bahnsteig und liegt südlich des Empfangsgebäudes. Dieses Gleis ist das Schweizer Gleis des deutschen Bahnhofs Waldshut. Auf diesem beginnen und enden die S-Bahnen in Richtung Koblenz (CH). Fahrten auf dieses Gleis werden nicht über das Waldshuter Stellwerk gesichert, sondern von Koblenz aus. Eine Fahrt von Gleis 5 in die übrigen Gleise des Waldshuter Bahnhofs ist nur über eine Weichenverbindung möglich, deren Umstellung erst durch Schlüsselfreigabe von den zuständigen Fahrdienstleitern auf Schweizer und deutscher Seite möglich ist.
- Die Gleise 6 und 7 werden von Güter- und Regionalzügen zum Abstellen verwendet. Diese beiden Gleise besitzen keine Bahnsteige.
- Zudem befindet sich zwischen der Strecke in Richtung Tiengen und dem Gleis 5 ein Abstellgleis für mehrere Triebwagen, an dem sich auch eine Tankstelle für diese befindet.

Die Bahnsteige des Bahnhofs Waldshut sind nicht barrierefrei. Der Zugang zum Mittelbahnsteig an den Gleisen 2 und 3 ist nur über die Treppen der Personenunterführung zu erreichen. Auch der Einstieg in die Züge ist nicht barrierefrei.

## Betrieb

### Bahnverkehr
Der Bahnhof Waldshut wird (Stand 2025) vom Regional-Express mit dem Laufweg Basel Bad Bf–Singen (Hohentwiel) angefahren, der im 120-Minuten-Rhythmus nach Friedrichshafen Stadt verlängert wird. Außerdem fährt eine stündliche Regionalbahn zwischen Basel Bad Bf, Waldshut und Lauchringen, die zur werktäglichen Hauptverkehrszeit zwischen Basel und Waldshut zu einem Halbstundentakt verdichtet wird.
Waldshut bietet darüber hinaus einen Anschluss an das Schweizer S-Bahn-Netz. Durch die grenzüberschreitende Rheinbrücke zwischen Waldshut und Koblenz AG ist Waldshut Endstation der Linien S27 (Baden (CH)–Turgi–Döttingen–Koblenz (CH)–Waldshut) und S36 (Bülach–Bad Zurzach–Koblenz (CH)–Waldshut) des Zürcher S-Bahn-Netzes. Die beiden Linien ergänzen sich zu einem 30-Minuten-Takt, wobei in Koblenz immer ein schlanker Anschluss in die nicht bediente Richtung besteht (Die S27 nach Baden hat Anschluss an die S27 nach Bad Zurzach, die S36 nach Bad Zurzach/Bülach hat Anschluss an die S27 nach Baden).
Die Unentgeltliche Beförderung mit dem deutschen Schwerbehindertenausweis gilt hier grenzüberschreitend nicht.
Von Anfang Mai bis Ende Oktober jeden Jahres sowie ganzjährig im Schülerverkehr ist der Bahnhof Waldshut darüber hinaus Ausgangspunkt einzelner Züge, welche im Bahnhof Lauchringen auf die touristisch bedeutsame Wutachtalbahn abzweigen und auf dieser bis nach Stühlingen bzw. Weizen fahren.
| Zuggattung | Strecke | Taktfrequenz |
| ---------- | --- | --- |
| RE 3       | Basel Bad Bf – Rheinfelden (Baden) – Bad Säckingen – Waldshut – Schaffhausen – Singen (Hohentwiel) (– Radolfzell – Friedrichshafen) | 60-Minuten-Takt Basel-Singen 120-Minuten-Takt Singen-Friedrichshafen                                                        |
| RB30       | Basel Bad Bf – Rheinfelden (Baden) – Bad Säckingen – Laufenburg (Baden) – Waldshut – Lauchringen                                    | 60 Minuten-Takt 30 Minuten-Takt in der HVZ                                                                                  |
| RB 37      | Waldshut – Tiengen (Hochrhein) – Lauchringen West – Eggingen – Stühlingen (– Weizen)                                                | 5 Zugpaare wochentags an Schultagen (bis Stühlingen) 2 Zugpaare an Wochenenden von Mai bis Okt. (Zubringer WTB, bis Weizen) |
| S 27       | Baden – Waldshut / – Bad Zurzach | 60-Minuten-Takt |
| S 36       | Bülach – Bad Zurzach – Waldshut | 60-Minuten-Takt |

### Busverkehr
An den Bahnhof ist ein großer zentraler Busbahnhof mit zehn Bussteigen angegliedert. Von hier aus fahren Regionalbusse in die umliegenden Städte, Dörfer und Gemeinden. Darüber hinaus befindet sich am Busbahnhof das SBG-KundenCenter Waldshut, welches gleichzeitig als Sitz des Waldshuter Tarifverbundes (WTV) dient.

### Tarife
Die Stadt gehört dem Waldshuter Tarifverbund (WTV) an. In Richtung Basel existieren Übergangstarife zu den Verkehrsverbünden RVF und RVL. In Richtung Koblenz (CH) und damit zum Tarifverbund A-Welle im Kanton Aargau gelten Schweizer Tarife sowie das deutsche „Hochrhein-Ticket“.

## Zukunft
Auf der Hochrheinbahn zwischen dem Badischen Bahnhof in Basel und Waldshut verkehrte die frühere S-Bahn-Linie 7 der Regio-S-Bahn Basel. Diese Kurse werden heute als Regionalbahn geführt. Eine Reintegration in das Netz der trinationalen S-Bahn Basel ist nach der Elektrifizierung der Strecke geplant.